# Servi Corneli Lèntul (pretor 169 aC)
Servi Corneli Lèntul (en llatí: Servius Cornelius Ser. f. Lentulus) va ser un magistrat romà del segle ii aC. Era fill de Servi Corneli Lèntul, i pertanyia a la família dels Cornelis Lèntuls, d'origen patrici.
L'any 171 aC va ser enviat com ambaixador a Grècia abans de la guerra contra el rei Perseu de Macedònia. Formaven l'ambaixada quatre persones, entre les quals hi havia son germà Publi Corneli Lèntul. L'any 169 aC va ser pretor a Sicília.